# 铃木美妃
铃木美妃（1980年11月17日— ）出生于日本静冈，是一位来自日本的女演员。

## 简介
铃木美妃从小进入日本的演艺圈，其间主演了音乐剧《安妮》。她在青少年时期所演的一些作品，崭露了她少年时代的才华。後来进入大学，暂时退出了演艺圈。
2006年来到中国北京，進入中央戏剧学院表演系(进修班)。

## 作品

### 日本作品
- 1985-1990 歌舞伎《義経千本桜》《盲目物語》等
- 1989：电视剧《故乡》女主角（NTV）
- 1991-1994 电视公告《Ebala食品公司专属》
- 1990：音乐剧《OLIVER!雾都孤儿》女主角（帝国剧场）
- 1991：电视剧《大石内蔵助》女主角(NHK)
- 1991：音乐剧《Annie安妮》女一号（青山剧场）
- 1992：电视剧《刑事贵族》友情出演女一号（日本电视台）
- 1992-1993：音乐剧《大草原的小家》女一号（日本青年馆）
- 1992：话剧《大家庭》女主角（新宿KOMA剧场）
- 1993：音乐剧《幸福像晴空》女一号（新宿剧院）
- 1994：话剧《奇迹的人》扮演聋哑的女一号（新宿御花园剧场）
- 1998-1999：动画片《圣女学院》配音演员和唱主题曲（朝日电视台）
- 1998：电台《HARAPEKOPAI》临时广播员
- 2000：电视剧《爱美大作战2》女主角（东京电视台）
- 2001：电视剧《爱美大作战幸福版》女主角（东京电视台）
- 2003：电视剧 《伊豆，金泽杀人案件》女主角（东京电视台）
- 2004：电影《Wild Flowers》（得新人主角奖.日韩友好纪念作品）
- 2004：电视剧《天才少年探偵登場》女主角（TBS）
- 2005：电影《世界有时挺美好》（友情出演）
- 2005：电视剧《京都檜家一家・骨肉相爭～不倫调查员.片山由美》
- 2012：电影《黑四角》扮演小花

### 中国作品
- 2007年：电视剧《最后的王爷》（日语配音）
- 2007年：电视剧《爱在战火纷飞时》（日语配音）
- 2007年：电视剧《传奇福贵人》又名《重生》（（饰嵯峨浩（爱新觉罗浩））
- 2007年：电视剧《旗袍》（配音）
- 2007年：电视剧《血色迷雾》（配音）
- 2007年：电视节目《NEWS JAPAN》（采访员）
- 2008年：电视节目《中国面之旅》（主持人）
- 2008年：电视节目《东京印象~北海道漫游记》（主持人）
- 2008年：电视剧《男装丽人》（饰川岛芳子）
- 2008年：电视剧《猎鹰1949》（配音）
- 2008年：电视剧《蜗居》（饰正雄妈）
- 2009年：电视节目《漫游中国》（主持人）
- 2009年：电视剧《敌营十八年2（虎胆雄心）》（配音）
- 2009年：电视节目《体験☆北京ペキンPeKING！》（主持人）
- 2009年：电视剧《神断狄仁杰》（饰有则理惠）
- 2010年：电视节目《体験☆北京ペキンPeKING！2》（主持人）
- 2010年：电视节目《中国之旅-古都苏州》（主持人）
- 2010年：电视剧《以母亲的名义》又名《养母》（饰杏子）
- 2010年：电视剧《借抢》（配音）
- 2010年：杂志《新周刊》335期（采访）
- 2010年：《新周刊》中国娇子新锐榜（现场演唱）
- 2011年：杂志《全球商业经典》10月（采访）
- 2012年：电影《银战》（饰铃木美惠）
- 2012年：中日邦交40周年“中日国民交流友好年”启动仪式暨“活力日本”北京展示会开幕式（主持人）
- 2012年：电影《黑四角》（饰小花）
- 2012年：杂志《人物》第10期（采访）
- 2012年：网络节目《四两辞典》（嘉宾）
- 2012年：电视剧《孤岛飞鹰》（饰大岛英枝）
- 2013年：电视剧《冬日惊雷》（饰横山美菊子）
- 2015年：电视剧《生死血符》（饰大桥洋子）
- 2016年：电视剧《参工传奇》（饰花田川子）
- 2016年：电视剧《黎明之战》（饰 朴渚芳）
- 2018年：电影《妖貓傳》
- 2019年：电视剧《老酒馆》
- 2023年：电视剧《愤怒的摄影师》（饰 佐和子）(2012年拍攝)
- 待播：电视剧《书圣王羲之》
- 待播：电影《破阵子》